# Ludwig Wolff (Politiker, 1859)
Ludwig Wolff (* 3. Februar 1859 in Sypień bei Lowitsch, Kongresspolen; † 1923) war ein deutscher Politiker und Abgeordneter der deutschen Minderheit in Polen im Sejm der Zweiten Polnischen Republik. Wolff wurde als Vertreter der Deutschen Volkspartei (DVP) in die Polnische Verfassunggebende Nationalversammlung (1919–1922) gewählt. Er verzichtete am 1. November 1919 auf sein Mandat zugunsten von Oscar Friese.
Wolff war ein Absolvent des deutschen Lehrerseminars in Warschau bzw. Lodz. Von 1911 bis 1914 war Wolff, der ein bekannter Pädagoge war, Schulleiter einer deutschsprachigen Koedukationsschule mit sechs Abteilungen in Żyrardów. Im Ersten Weltkrieg wurde er nach Russland verbannt. Anfang 1919 wurde Wolff Leiter des Lodzer staatlichen Lehrerseminars mit deutscher Unterrichtssprache, doch bereits im Oktober desselben Jahres musste er diesen Posten wieder aufgeben und war anschließend wieder Lehrer.
Sein Sohn war der SS-Führer Ludwig Wolff (1908–1988).